# Route nationale 134bis
La route nationale 134BIS était une route nationale française reliant Gan au col du Pourtalet à la frontière espagnole, montant les Pyrénées dans la vallée d'Ossau à partir de Rébénacq. À la suite de la réforme de 1972, elle a été déclassée en RD 934.

Images de la route nationale 134bis
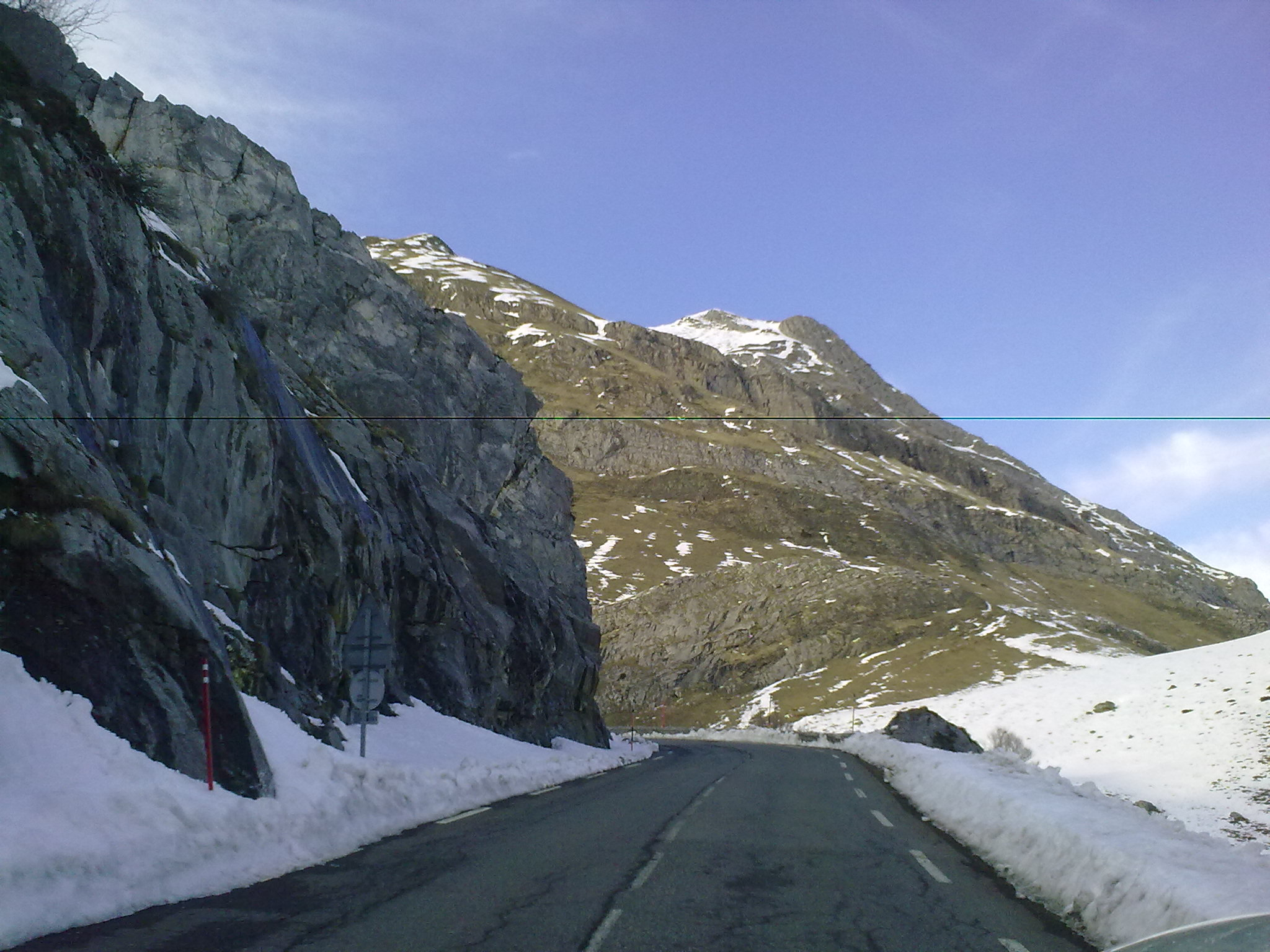
vue 1.
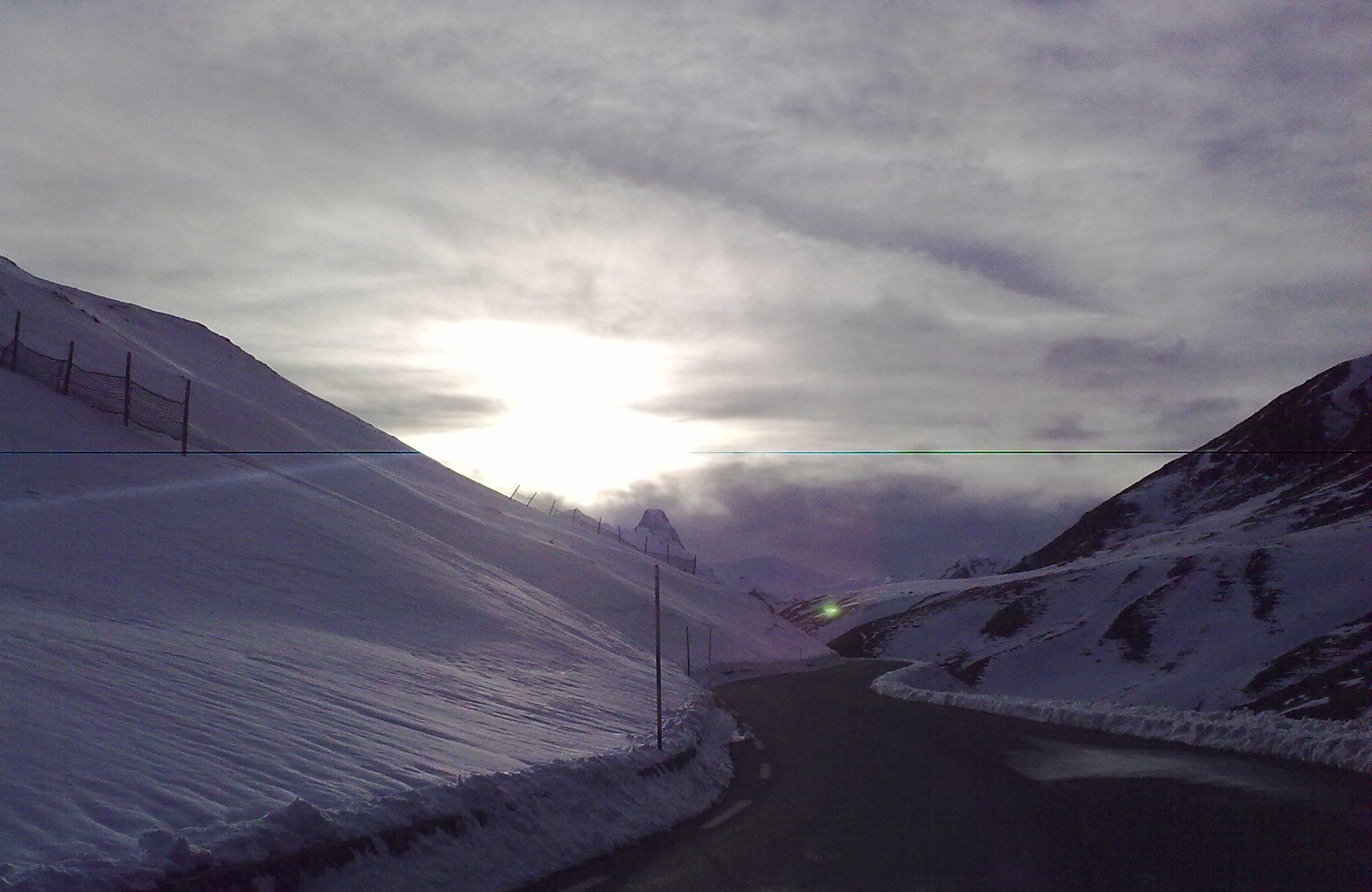
vue 2.
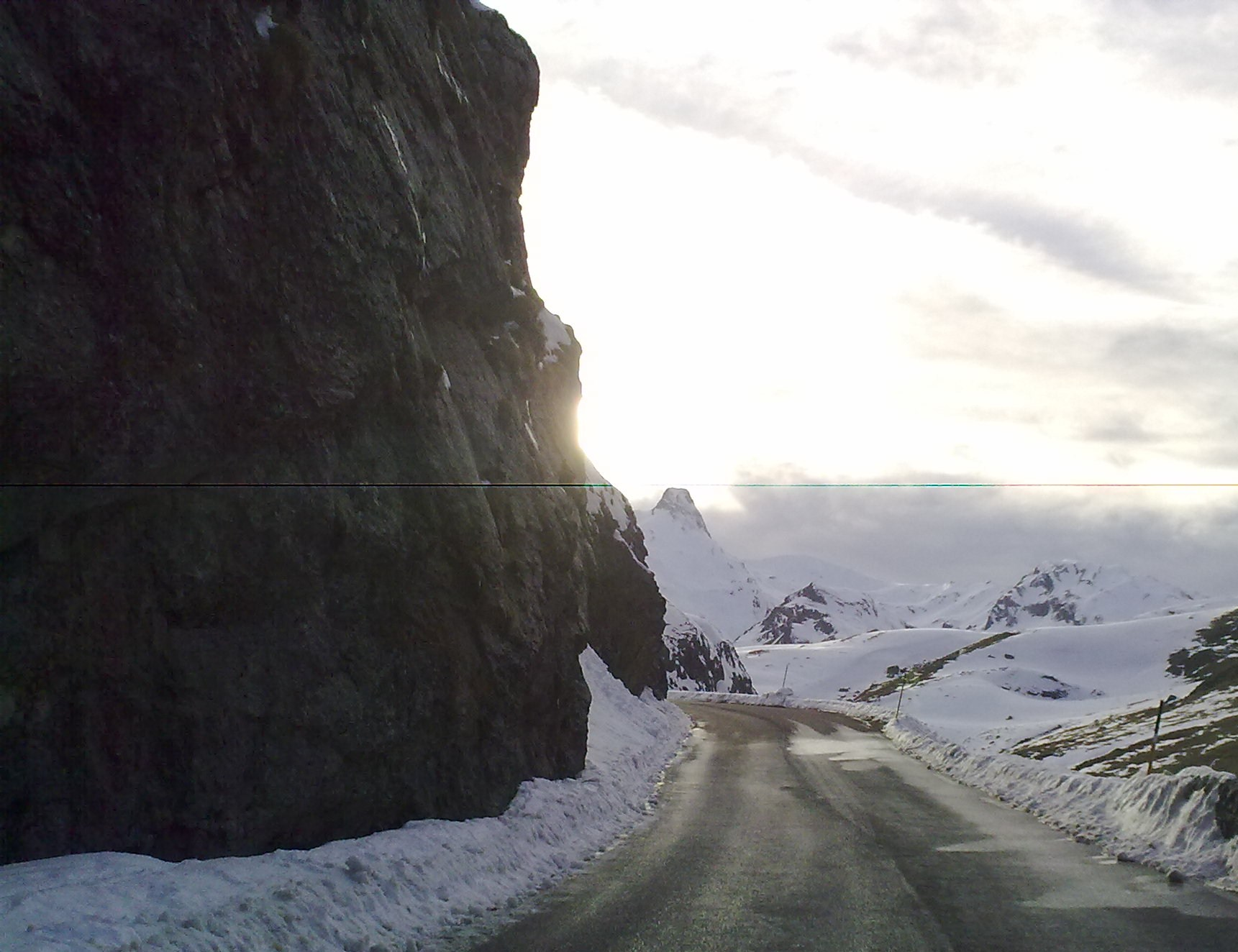
vue 3.

## Ancien tracé de Gan au col du Pourtalet (D 934)
- Gan
- Rébénacq
- Sévignacq-Meyracq
- Louvie-Juzon
- Bielle
- Laruns
- Col du Pourtalet